# Mariusz Biedrzycki
Mariusz Biedrzycki (ur. w 1971 r. w Koprze w Słowenii), polski biolog, autor literatury popularnonaukowej, eseista, publicysta i tłumacz; wspinacz i aktywista środowiska wspinaczkowego.

## Życiorys
Jako student na Wydziale Biologii i Nauk o Ziemi Uniwersytetu Jagiellońskiego był stypendystą w Szwecji na Uniwersytecie w Lund, gdzie zainteresował się koncepcją memu. Po studiach napisał książkę pod tytułem Genetyka kultury, w której zawarł własne koncepcje dotyczące rozwoju nauki i ewolucji kulturowej. Książka została uznana za najlepszą książkę popularnonaukową Wydawnictwa Prószyński i S-ka w 1998 roku.
W środowisku wspinaczkowym jest znany jako bieDruń, wspina się od 1986 roku. Jest pasjonatem wspinaczki zarówno po drogach ubezpieczonych, jak i na własnej asekuracji, miłośnikiem wspinaczki tradycyjnej, jak również autorem lub współautorem ponad 260 dróg w skałkach i górach na terenie Polski, Albanii, Austrii, Chorwacji, Słowenii, Grecji i Wenezueli.
Przeszedł bez asekuracji 48 dróg wielowyciągowych oraz prawie 2000 jednowyciągowych dróg skałkowych. Jako pierwszy przeszedł w tym stylu między innymi wschodnią ścianę Sępiej Baszty w Dolinie Kobylańskiej (Lewa Sępia VI.1 i Prawa Sępia VI.1+) oraz wschodnią ścianę Mnicha w Dolinie Rybiego Potoku.
Jest pomysłodawcą Inicjatywy Środowisk Wspinaczkowych „Nasze Skały” – powołanej w celu rozwiązywania konfliktów pomiędzy wspinaczami a właścicielami terenów skalnych. Akcja ta ma na celu zapewnienie wspinaczom dostępu do skał.
20 lipca 2010 zrealizował projekt jurajskiej „łańcuchówki” – w ciągu jednego dnia przeszedł samotnie, bez asekuracji, 50 różnych dróg skalnych w stopniu trudności od III do VI+. 30 sierpnia 2018 jako pierwszy przeszedł samotnie, bez asekuracji, całą północno-wschodnią ścianę Mnicha w Tatrach Wysokich od podstawy do wierzchołka szczytu, kombinacją kilku dróg wspinaczkowych o nazwie Kombinacja Wizjonerów i wycenie najtrudniejszego wyciągu VII-.
Brat poety Miłosza Biedrzyckiego, syn Katariny Šalamun-Biedrzyckiej oraz Wojciecha Biedrzyckiego, wnuk Emila Biedrzyckiego.

## Wybrane publikacje
Genetyka kultury, Warszawa 1998, Prószyński i S-ka, ISBN 83-7180-347-8. (Najlepsza książka popularnonaukowa wydawnictwa Prószyński i S-ka w roku 1998).
Majda Koren, Ugotuj mi bajkę!, tłumaczenie: Mariusz Biedrzycki, ilustracje: Agata Dudek, Warszawa 2017, Agencja Edytorska Ezop, ISBN 978-83-64600-09-8. (Nominacja do nagrody IBBY).

Nejc Zaplotnik, Ścieżka, tłumaczenie: Mariusz Biedrzycki, Kraków 2019, Góry Books, ISBN 978-83-62301-36-2. (Książka Górska Roku 2019 w kategorii Literatura wspinaczkowa).